# 勒韦西内
勒韦西内（法語：Le Vésinet，法語發音：[lə vezinɛ] ⓘ）是法国中北部法兰西岛大区伊夫林省的一个市镇。勒韦西内是巴黎最富饶的郊区之一，知名于其林蔭道、建築和湖泊，有由法国园艺师保罗·德拉韦纳（Paul de Lavenne）设计的数个公共花园。

## 历史
勒韦西内市镇于1875年5月31日由沙图、塞纳河畔克鲁瓦西和勒佩克各取一部分合并而成。

## 地理
勒韦西内（48°53'38"N, 2°7'56"E）面积5 平方千米，位于法国法蘭西島大區伊夫林省，巴黎西部郊区，距离巴黎市中心16.4 km（10.2 mi）。
与勒韦西内接壤的市镇（或旧市镇、城区）包括：沙图、塞纳河畔克鲁瓦西、蒙泰松、勒佩克。
勒韦西内的时区为UTC+01:00、UTC+02:00（夏令时）。

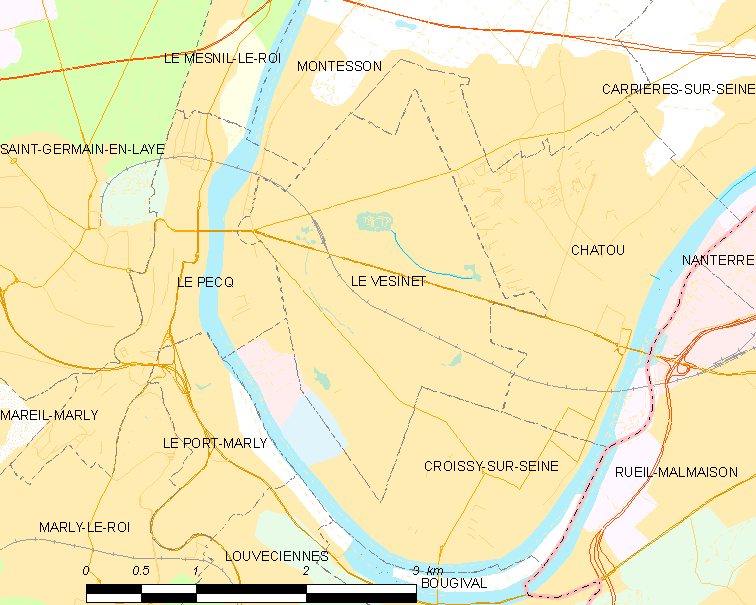
勒韦西内的OSM定位图

## 行政
勒韦西内的邮政编码为78110，INSEE市镇编码为78650。

## 政治
勒韦西内所属的省级选区为沙图县。

## 交通
勒韦西内的两个车站位于巴黎RER A线上：勒韦西内中央站和勒韦西内-勒佩克站。

## 人口

1962-2008年间勒韦西内人口变化图示

勒韦西内于2022年1月1日时的人口数量为15712人。

## 友好城市
勒韦西内与下列城市为姐妹城市：
- 加拿大 乌特勒蒙（Outremont）
- 美国 奥克伍德（Oakwood）
- 德国 下哈兴
- 英国 伍斯特
- 亨特斯希尔（Hunters Hill）(友好条约)[2]
- 西班牙 卡尼亚达新镇